# Ernst Steiner (Schauspieler)
Ernst Steiner (* 23. April 1928 in Reichenberg, Tschechoslowakei; † 30. Januar 2004 in Berlin) war ein deutscher Schauspieler und Hörspielsprecher.

## Leben
Ernst Steiner gehörte zu der Gruppe Schauspieler des „Kleinmachnower Kreises“, die im örtlichen Kulturhaus 1966 das Theater im Zimmer gegründet haben. Neben seinen Theaterarbeiten, so im Stadttheater Zittau und im Volkstheater Rostock, war er auch für den Film und das Fernsehen vor der Kamera tätig. Für den Rundfunk wirkte er als Hörspielsprecher.
Ernst Steiner war mit der Schauspielerin Hannelore Freudenberger verheiratet.

## Filmografie
- 1957: Betrogen bis zum jüngsten Tag
- 1963/1974: Christine
- 1968: Schüsse unterm Galgen
- 1968: Rote Bergsteiger (Fernsehserie, 1 Episode)
- 1968: Die Toten bleiben jung
- 1969: Krupp und Krause (Fernsehmehrteiler, 1 Episode)
- 1970: Junge Frau von 1914 (Fernsehzweiteiler)
- 1970: Jeder stirbt für sich allein (Fernsehdreiteiler)
- 1971: Rottenknechte (Fernsehfünfteiler)
- 1972: Florentiner 73 (Fernsehfilm)
- 1973: Die sieben Affären der Doña Juanita (Fernsehvierteiler)
- 1974: Polizeiruf 110: Lohnraub (Fernsehreihe)
- 1974: Der Untergang der Emma
- 1979: Für Mord kein Beweis
- 1980: Archiv des Todes (Fernsehserie, 2 Episoden)
- 1981: Zwei Zeilen, kleingedruckt (Dwe strotschki melkim schriftom)
- 1984: Familie Neumann (Fernsehserie, 1 Episode)
- 1986: Blonder Tango
- 1986: Polizeiruf 110: Gier
- 1986: Kalter Engel (Fernsehfilm)
- 1988: Präriejäger in Mexiko (Fernsehzweiteiler)
- 1989: Die gläserne Fackel (Fernsehmehrteiler)
- 1994: Ihre Exzellenz, die Botschafterin (Fernsehserie, 1 Folge)
- 1998: Im Namen des Gesetzes (Fernsehserie, 1 Episode)

## Theater
- 1958: Bertolt Brecht: Mutter Courage und ihre Kinder – Regie: Klaus-Martin Boestel (Stadttheater Zittau)
- 1966: Konstantin Simonow: Geschichte einer Liebe – Regie: Fred Mahr/Irene Korb (Theater im Zimmer (Kleinmachnow))

## Hörspiele
- 1982: Gerd Lohschütz: Die Bedrohung – Regie: Peter Groeger (Hörspiel – Rundfunk der DDR)
- 1982: Gerhard Jäckel: Einer von da oben (Tschechischer Kollege) – Regie: Wolfgang Brunecker (Kurzhörspiel aus der Reihe Auf die Bühne Kollege – Rundfunk der DDR)
- 1983: Barbara Neuhaus: Die Wurstmafia (Rumpler) – Regie: Joachim Gürtner (Kriminalhörspiel – Rundfunk der DDR)
- 1983: Heiner Müller: Traktor (Arzt) – Regie: Achim Scholz (Hörspiel – Rundfunk der DDR)
- 1984: Joachim Brehmer: Freuen auf Montag – Regie: Christa Kowalski (Kinderhörspiel – Rundfunk der DDR)
- 1984: Volkstext: Das unglückliche Unglück – Regie: Uwe Haacke (Kinderhörspiel – Rundfunk der DDR)
- 1985: Jutta Appler: Der Rückfall (Wirt) – Regie: Detlef Kurzweg (Kurzhörspiel der Hörspielreihe Waldstraße Nr. 7 – Rundfunk der DDR)
- 1985: Hans Bräunlich: Gewaltmarsch (Arbeiter) – Regie: Fritz Göhler (Kurzhörspiel – Rundfunk der DDR)
- 1986: Ulrich Kiehl: Rollender Dienst – Regie: Horst Liepach (31. Folge der Hörspielreihe Tatbestand – Rundfunk der DDR)
- 1986: György Moldova: Das sechste Buch Mose (Heisere Stimme) – Regie: Helmut Hellstorff (Hörspiel – Rundfunk der DDR)
- 1987: Stephan Göritz: Tod im Kontor (Marcel) – Regie: Uwe Haacke (Kriminalhörspiel/Kurzhörspiel – Rundfunk der DDR)
- 1987: Georg Seidel: Leiden Christi in Preußen – Regie: Fritz Göhler (Hörspiel – Rundfunk der DDR)
- 1988: Hannelore Steiner: Nur ein fröhlicher Komödiant – Regie: Uwe Haacke (Kinderhörspiel/Kurzhörspiel – Rundfunk der DDR)
- 1989: Birgit Mehler: Eröffnungen (Artur) – Regie: Detlef Kurzweg (Kurzhörspiel der Hörspielreihe Waldstraße Nr. 7 – Rundfunk der DDR)
- 1989: Karel Čapek: Das Märchen vom Postboten (Postmeister) – Regie: Manfred Täubert (Kinderhörspiel/Kurzhörspiel – Rundfunk der DDR)
- 1990: Harald Gerlach: Ikaros – Regie: Norbert Speer (Kinderhörspiel – Rundfunk der DDR)
- 1990: Endre Vészi: Der eine Abend und der andere – Regie: Peter Groeger (Hörspiel – Rundfunk der DDR)